# Molophilus (Molophilus) laterospinosus
Molophilus (Molophilus) laterospinosus is een tweevleugelige uit de familie steltmuggen (Limoniidae). De soort komt voor in het Neotropisch gebied.